# 赤芽球

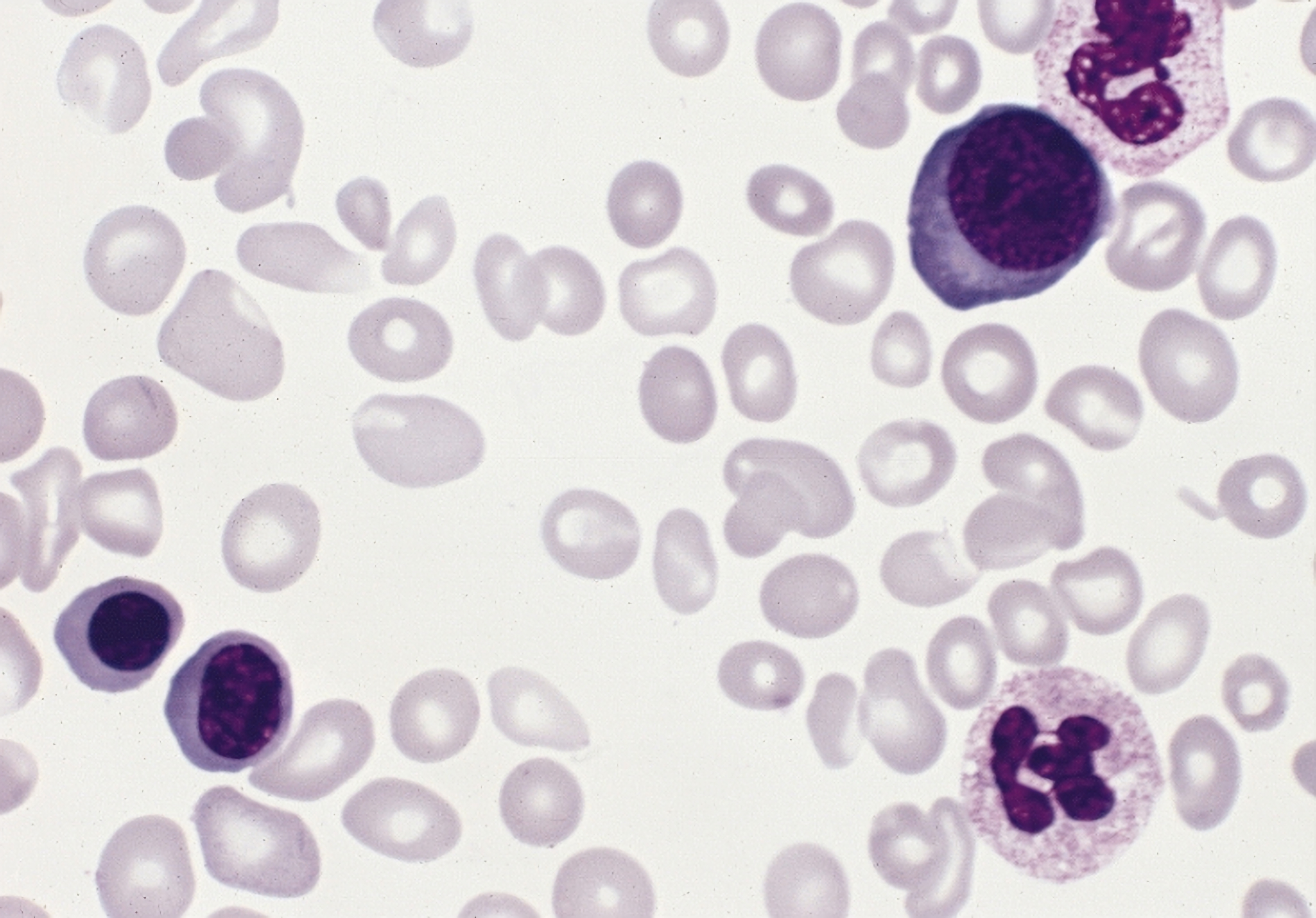
血液疾患の為に血液中に現れた赤芽球。右上に二つある有核細胞のうち丸い核のものが好塩基性赤芽球、左下にある2つの有核細胞の大きいほうが多染性赤芽球、小さいほうが正染性赤芽球。一番右上と右下のいびつな核の細胞は白血球である。

赤芽球(せきがきゅう、英: erythroblast)とは骨髄中に存在する幼若な血液細胞であり、造血幹細胞から赤血球にいたる分化途中段階の細胞である。成熟して脱核し赤血球になる。赤芽球は健康人では骨髄中にしか存在せず、血液中に赤芽球が現れるのは血液疾患や癌の骨転移、骨折などの時だけである。

## 分化過程
赤血球は造血幹細胞を基にし、次第に分化・成熟して完成する。
その段階は、造血幹細胞、骨髄系幹細胞(骨髄系前駆細胞)、赤芽球・巨核球系前駆細胞、前期赤芽球系前駆細胞(BFU-E）、後期赤芽球系前駆細胞(CFU-E)、前赤芽球、好塩基性赤芽球、多染性赤芽球、正染性赤芽球、（網赤血球）、赤血球であるが、前駆細胞は形態的には赤血球系との同定は困難であり、形態学的に通常は前赤芽球がもっとも幼若な赤芽球とみなされ、脱核する前の正染性赤芽球までが赤芽球とされる。
若い細胞ほど細胞分裂能が高いが、多染性赤芽球の段階まで細胞分裂能はある。
正染性赤芽球の段階になると細胞分裂能は失われ、やがて核が抜け落ちて赤血球となる。
| 種類             | 英名                        | イメージ図 | 直径    | 存在割合 | 分裂能 | 細胞質の塩基性 |
| ---------------- | --------------------------- | ---------- | ------- | -------- | ------ | -------------- |
| 参考（前駆細胞） |                             |            | 12-20μm |          | ++++   | +              |
| 前赤芽球         | Proerythroblast             |            | 20-25μm | 2%       | ++     | +              |
| 好塩基性赤芽球   | Basophilic erythroblast     |            | 16-18μm | 6%       | ++     | +              |
| 多染性赤芽球     | Polychromatic erythroblast  |            | 12-15μm | 84%      | +      | +-             |
| 正染性赤芽球     | Orthochromatic erythroblast |            | 10-15μm | 8%       | 無し   | -              |
| 参考（赤血球）   | Erythrocyte                 |            | 7-8μm   |          | 無し   | -              |

## 赤芽球島

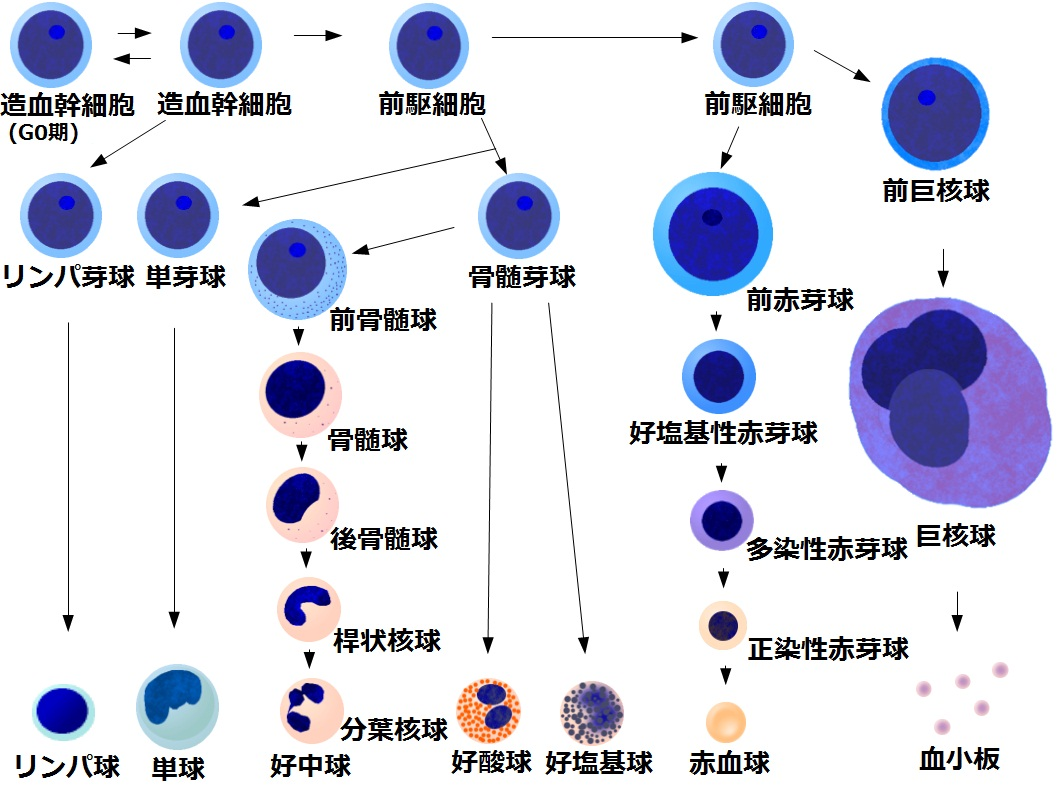
造血幹細胞とその細胞系統

赤血球は骨髄で造血幹細胞から作られるが、その分化・成熟には骨髄においてマクロファージが大きく関わっている。
骨髄において、赤血球の幼若な段階である赤芽球はマクロファージを中心にその回りを取り囲むように数個から数十個が集団で寄り集まっている。中心に存在するマクロファージは赤芽球に接し、ヘモグロビンの合成に不可欠な鉄や細胞の生育に必要な物質を供給し、成熟をコントロールし、また脱核させた核の処理や、不要になった赤血球細胞の除去にも関与している
。
この、骨髄内においてマクロファージを中心に赤芽球が集まり、赤血球の形成に関わっている細胞集団を赤芽球島もしくは赤芽球小島という。